# Acromyrmex pulvereus
Acromyrmex pulvereus là một loài kiến ăn lá Tân Thế giới, trong họ Myrmicinae thuộc chi Acromyrmex. Loài này thuộc một trong hai chi kiến nấm thuộc tông Attini.